# Andreas Lammer
Andreas Lammer (* 1. April 1980 in München) ist ein deutscher Philosophiehistoriker, Arabist und Graeco-Arabist.

## Leben
Nach einem Studium an der Universität Würzburg und dem King’s College London, das er 2009 mit einem M. A. in Philosophie abschloss, übernahm er eine Mitarbeiterstelle am Thomas-Institut der Universität zu Köln, wo er über den arabischen Philosophen Averroes arbeitete. Zum Wintersemester 2012 wechselte er an die Ludwig-Maximilians-Universität München und begann dort an seiner Doktorarbeit in den Fächern Philosophie und Arabistik zur Naturphilosophie Avicennas unter der Betreuung von Peter Adamson und Dag Nikolaus Hasse zu arbeiten. 2016 wurde er in München promoviert und 2018 als Juniorprofessor für arabische Philosophie, Kultur und Geschichte an die Universität Trier berufen. Danach war er zunächst von 2022 bis 2024 Professor für Philosophiegeschichte an der Radboud-Universität Nijmegen tätig und ist nun seit 2025 Professor für Arabistik mit dem Schwerpunkt Wissensgeschichte am Institut für Arabistik und Islamwissenschaft der Ruhr-Universität Bochum.

## Auszeichnungen
Für seine Doktorarbeit wurde Lammer 2017 mit dem BRAIS-De Gruyter Prize in the Study of Islam and the Muslim World und dem Kulturpreis Bayern ausgezeichnet und erhielt 2020 den iranischen World Award for Book of the Year in der Kategorie der Forschungsliteratur zu Islamwissenschaft und Iranistik. 2024 war er zudem einer der Empfänger eines ERC Starting Grants des Europäischen Forschungsrats.

## Forschungsschwerpunkte
Lammer arbeitet zur arabischen Philosophie- und Wissenschafts- bzw. Wissensgeschichte und insbesondere zu griechisch-arabischen Überlieferungs- und Rezeptionsvorgängen der aristotelischen, aber auch der platonischen und neuplatonischen Philosophie. Er gilt als Experte insbesondere für die Naturphilosophie in der Tradition Avicennas und untersucht außerdem die Art und Weise, in der die aristotelisch-avicennische Philosophie innerhalb der islamischen Welt aufgenommen und weiterentwickelt wurde.
Seit 2024 leitet er das ERC-Projekt Avicenna Live: The Immediate Context of Avicenna’s Intellectual Formation (ALIVE), das bisher wenig bekannte Quellentexte aus dem unmittelbaren Umfeld Avicennas erschließen und teilweise digital zur Verfügung stellen will. 2021 und 2023 organisierte er zudem jeweils ein Treffen der internationalen Arbeitsgruppe The Avicenna Study Group.

## Schriften (Auswahl)
Als Autor:
- The Elements of Avicenna’s Physics: Greek Sources and Arabic Innovations (= Scientia graeco-arabica, Band 20). Walter de Gruyter, Berlin und Boston 2018.
- Now Is Not the Time: Revisiting Avicenna’s Account of the Now. In: Oxford Studies in Medieval Philosophy 9, 2021, S. 77–146.
- Philosophie nach Format: Vermittlung aus dem Griechischen und Aneignung im Arabischen. In: Heteronome Texte: Kommentierende und tradierende Literatur in Antike und Mittelalter. Walter de Gruyter, Berlin und Boston 2022, S. 149–176.
- Defining Nature: From Aristotle to Philoponus to Avicenna. In: Aristotle and the Arabic Tradition. Cambridge University Press, Cambridge 2015, S. 121–142.

Als Übersetzer:
- Abū Ḥāmid al-Ġazālī, Die Inkohärenz der Philosophen (Tahāfut al-falāsifa): Arabisch – Deutsch (= Herders Bibliothek der Philosophie des Mittelalters 3. Serie, Band 55). Herder, Freiburg, 2024. ISBN 978-3-451-39218-4

Als Herausgeber:
- mit Mareike Jas: Received Opinions: Doxography in Antiquity and the Islamic World (= Philosophia Antiqua: Studies in Ancient Philosophy, Band 160). Brill, Leiden und Boston 2022.